# Dragoș Nedelcu
Dragoș Ionuț Nedelcu (n. 16 februarie 1997, Constanța, România) este un fotbalist român, care joacă pe post de fundaș la FCV Farul în SuperLiga României. Pe plan internațional, are prezențe la națională pentru România Sub-17, România Sub-21, România Sub-19 și România.

## Carieră

### Viitorul Constanța
Dragoș Nedelcu și-a început cariera de fotbalist la Viitorul Constanța, echipa din orașul său natal. A debutat la în Liga I pe 28 august 2014, într-un meci încheiat cu scorul de 0-0 împotriva celor de la CSMS Iași. Acesta a înscris primul său gol pentru Viitorul Constanța o lună mai târziu, într-un meci de Cupa României împotriva celor de la Săgeata Năvodari, într-un meci câștigat cu scorul de 0-3. În sezonul 2014-2015 al Ligii I, Nedelcu a jucat 15 meciuri, fără să înscrie vreun gol. Viitorul a terminat pe locul 12 în acel sezon, iar Nedelcu a jucat un rol important în acel sezon, ajutându-și echipa să evite retrogradarea în liga secundă. Cu timpul a devenit un jucător important la Viitorul, iar în 2017 a cucerit titlul de campion al Ligii I. A jucat 28 de meciuri în acel sezon și a marcat un singur gol, într-o victorie cu 0-1 împotriva celor de la Pandurii Târgu Jiu. Sezonul următor a bifat doar 7 meciuri în tricoul echipei constănțene, printre care și două meciuri în preliminariile UEFA Champions League împotriva formației cipriote APOEL Nicosia.

### Steaua București
Pe data de 9 august 2017, Dragoș Nedelcu, a semnat un contract valabil timp de 4 ani cu Steaua București. A debutat pe 12 august împotriva Astrei Giurgiu, într-un meci din etapa a VI-a a Ligii I, terminat cu scorul de 1-1. Două etape mai târziu înscria primul său gol în tricoul Stelei, în victoria cu scorul de 2-0 împotriva formației FC Botoșani.

## Palmares
Viitorul Constanța
- Liga I (1): 2016-2017